# Thomas Peak
Thomas Peak är en bergstopp i Antarktis. Den ligger i Östantarktis. Nya Zeeland gör anspråk på området. Toppen på Thomas Peak är 2 040 meter över havet, eller 275 meter över den omgivande terrängen. Bredden vid basen är 1,5 km.
Terrängen runt Thomas Peak är kuperad åt sydväst, men åt nordost är den bergig. Trakten är obefolkad. Det finns inga samhällen i närheten. 